# The Hazards of Helen
The Hazards of Helen er en amerikansk stumfilm fra 1914.